# Xã Hiawatha, Michigan
Xã Hiawatha (tiếng Anh: Hiawatha Township) là một xã thuộc quận Schoolcraft, tiểu bang Michigan, Hoa Kỳ. Năm 2010, dân số của xã này là 1.302 người.